# 203 Carinae
203 Carinae (p Carinae) é uma estrela na direção da Carina. Possui uma ascensão reta de 10h 32m 01.48s e uma declinação de −61° 41′ 07.3″. Sua magnitude aparente é igual a 3.30. Considerando sua distância de 497 anos-luz em relação à Terra, sua magnitude absoluta é igual a −2.62. Pertence à classe espectral B4Vne. É uma estrela variável Gamma Cassiopeiae.